# Centre Mèdic Ziv
El Centre Mèdic Ziv (anteriorment anomenat: Hospital Rebecca Sieff) (en hebreu: המרכז הרפואי זיו) és un hospital general que es troba a Safed, Israel, i serveix als residents de Safed, la Galilea i el nord del Golan. L'hospital Sieff té 310 llits i serveix com a centre regional de traumatologia en cas d'accidents, desastres naturals, atacs terroristes i guerra. També serveix com a hospital d'ensenyament associat amb l'escola de medicina de la Universitat Bar-Ilan, de Ramat Gan. L'hospital també opera un centre d'atenció d'urgència a Kiryat Shmona. Entre els pacients de l'hospital hi ha jueus, musulmans, cristians i drusos.
La sala de maternitat i la unitat de pediatria són els principals departaments de l'hospital. En 2007, hi va haver 2.900 naixements (una mitjana de 8 naixements per dia) i 3.000 nens van ingressar en la unitat de pediatria. L'UCI neonatal i el centre de desenvolupament infantil ofereixen atenció mèdica per a nadons i nens juntament amb un equip de pallassos mèdics. El departament d'accidents i emergències va atendre a més de 60.000 pacients en 2007, i la seva unitat de traumatologia va tenir un paper important en la Guerra del Líban de 2006. Durant la Guerra del Líban de 2006, l'hospital va patir un impacte directe d'un coet que va causar danys en la infraestructura, a més de ferir a cinc pacients, dos metges i dos membres del personal.
Des de l'esclat de la Guerra Civil Siriana en gener de 2014, l'hospital ha estat tractant a ciutadans sirians ferits en la guerra. S'han invertit aproximadament 9 milions de dòlars estatunidencs per tractar als refugiats sirians. Les Forces de Defensa d'Israel i el Govern israelià cobreixen dos terços del cost, mentre que l'altre terç està cobert amb fons del propi hospital. En 2014, Salman Zarka va ser nomenat director general de l'hospital, en substitució del seu antic director Oscar Embon. Zarka, nascut a Galilea, és el primer ciutadà drus que dirigeix un hospital israelià.